# روابط اسرائیل و کویت
کشورهای اسرائیل و کویت روابط دیپلماتیک رسمی ندارند. کویت از ورود به هر کسی که گذرنامه صادر شده توسط اسرائیل یا مستند سفر به کشور اسرائیل را دارد، جلوگیری می‌کند. اسرائیل ورود رسمی یا محدودیت‌های تجاری ندارد. در طی جنگهای بین ملتهای عرب و دولت اسرائیل، نیروهای کویت علیه دولت اسرائیل شرکت کردند.

## تاریخ
کویت محصولات اسرائیلی را تحریم می‌کند. در ژانویه ۲۰۱۴، کویت با شرکت اسرائیل، کنفرانس انرژی‌های تجدیدپذیر را درابوظبی تحریم کرد
در پی توافق آبراهام، کویت در پاسخ به اینکه ترامپ اعلام کرد کویت می‌تواند کشور عربی بعدی باشد که اسرائیل را به رسمیت می‌شناسد، این ادعاها را رد کرد.